# قائمة الحدود النهرية الدولية

هذه قائمة حدود نهرية دولية حيث الأنهار جزء من حدود بين دولتين على الأقل:

## حسب المنطقة

### أفريقيا
هذه الأنهار حدود دولية في إفريقيا :
- نهر أكانيارو : رواندا وبوروندي
- نهر أكاجيرا : رواندا وتنزانيا
- بحر العرب : السودان وجنوب السودان

دول في أفريقيا

- نهر كاليدون : ليسوتو وجنوب إفريقيا
- نهر تشوبي : ناميبيا وبوتسوانا
- نهر الكونغو : جمهورية الكونغو الديمقراطية وجمهورية الكونغو
- نهر دونجا : نيجيريا والكاميرون
- نهر كاجيتومبا : رواندا وأوغندا وتنزانيا
- نهر كاساي ونهر كوانغو : جمهورية الكونغو الديمقراطية وأنغولا
- نهر كونين : ناميبيا وأنغولا
- نهر ليمبوبو : جنوب إفريقيا وبوتسوانا
- نهر ليمبوبو : جنوب إفريقيا وزيمبابوي
- نهر لوابولا : جمهورية الكونغو الديمقراطية وزامبيا
- نهر النيجر : بنين والنيجر
- نهر أوكافانغو : ناميبيا وأنغولا
- نهر أورانج : ناميبيا وجنوب إفريقيا
- نهر روسيزي : بوروندي وجمهورية الكونغو الديمقراطية
- نهر روسيزي : رواندا وجمهورية الكونغو الديمقراطية
- نهر السنغال : السنغال وموريتانيا
- نهر أوبانجي ونهر مبومو : جمهورية إفريقيا الوسطى وجمهورية الكونغو الديمقراطية
- النيل الأبيض : السودان وجنوب السودان
- نهر يوبي : النيجر ونيجيريا
- زامبيزي : بوتسوانا وزامبيا
- زامبيزي : ناميبيا وزامبيا
- زامبيزي : زيمبابوي وزامبيا

### أمريكا الشمالية

#### الولايات المتحدة والمكسيك

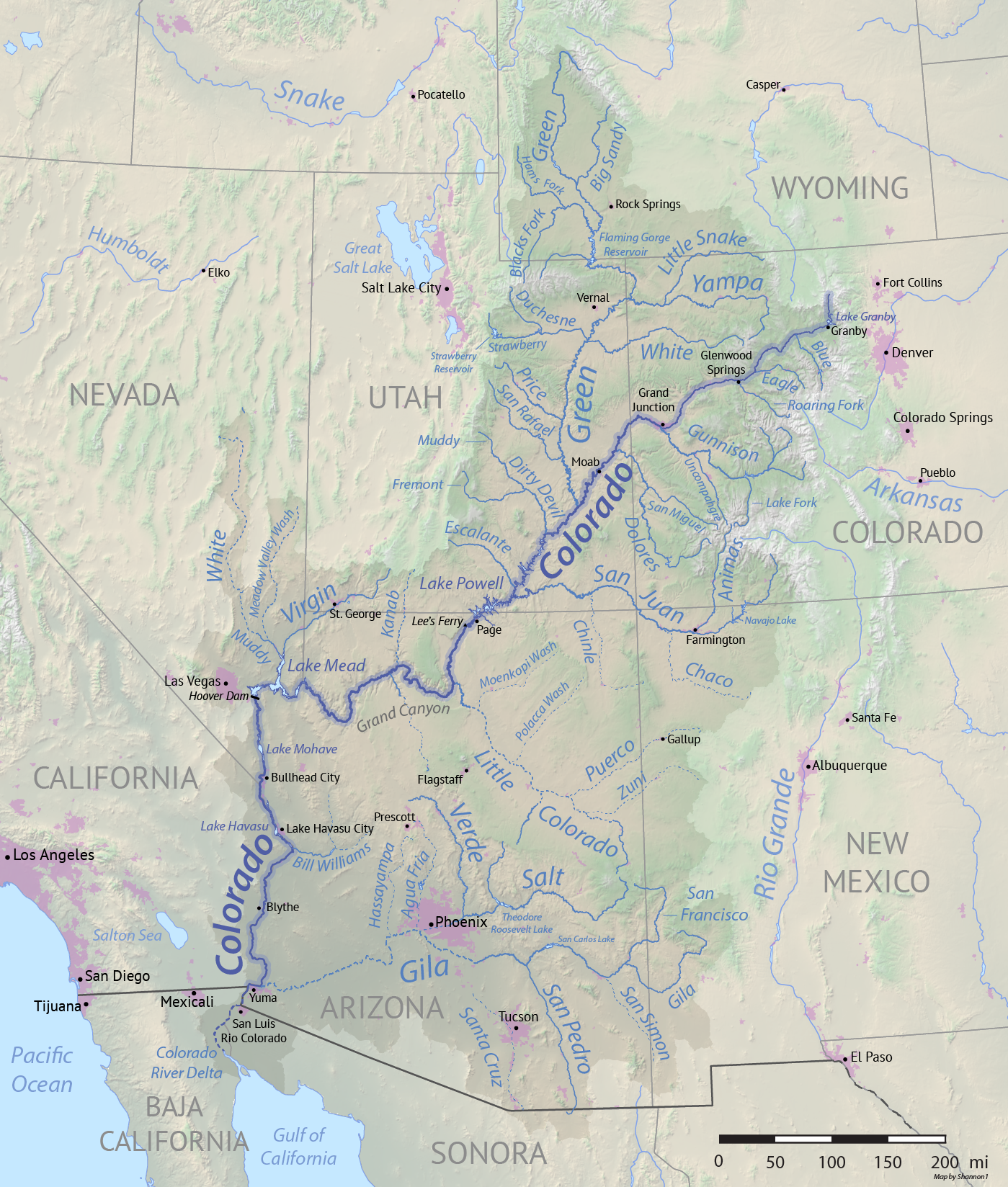

الأنهار جزء من حدود الولايات المتحدة والمكسيك في ولايات أريزونا وتكساس الأمريكية والولايات المكسيكية باخا كاليفورنيا وتشيهواهوا وكواويلا ونويفو ليون وتاماوليباس .
- ريو غراندي : الولايات المتحدة والمكسيك
- نهر كولورادو ( أريزونا - باجا كاليفورنيا ): الولايات المتحدة والمكسيك

#### الولايات المتحدة وكندا

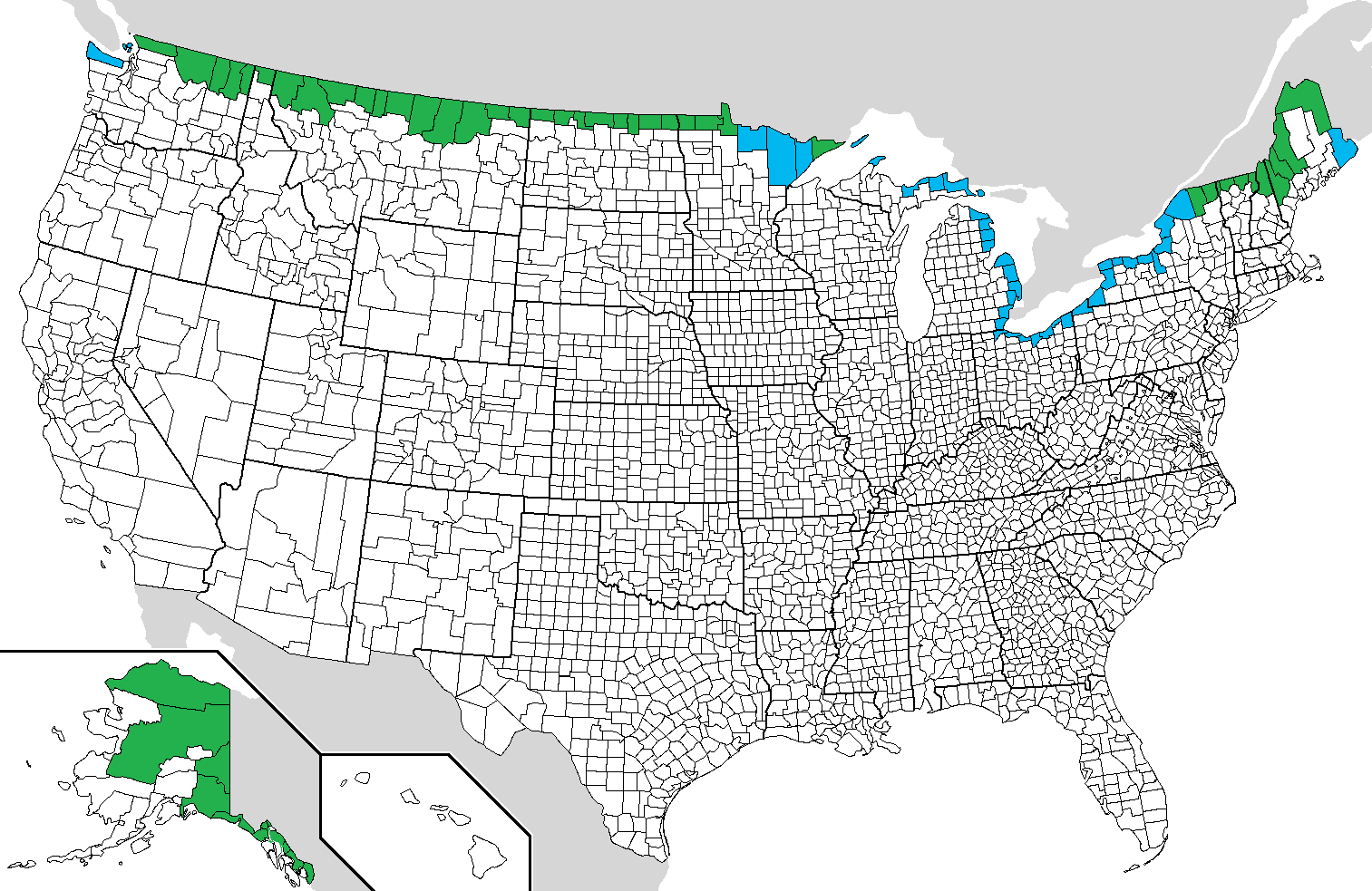
المقاطعات الأمريكية (أو المقاطعات المقابلة) التي تشترك في حدود برية أو مائية مع كندا

- نهر ديترويت : الولايات المتحدة وكندا
- هولز ستريم : الولايات المتحدة وكندا
- Monument Creek: الولايات المتحدة وكندا
- نهر نياجرا : الولايات المتحدة وكندا
- باين ريفر : الولايات المتحدة وكندا
- نهر بيجون : الولايات المتحدة وكندا
- Rainy River : الولايات المتحدة وكندا
- نهر سانت كلير : الولايات المتحدة وكندا
- نهر سانت كروا : الولايات المتحدة وكندا
- نهر سانت فرانسيس : الولايات المتحدة وكندا
- نهر سانت جون : الولايات المتحدة وكندا
- نهر سانت لورانس : الولايات المتحدة وكندا
- نهر سانت ماري : الولايات المتحدة وكندا

#### أمريكا الوسطى
- نهر هوندو (بليز) : المكسيك وبليز
- نهر Suchiate : المكسيك وغواتيمالا

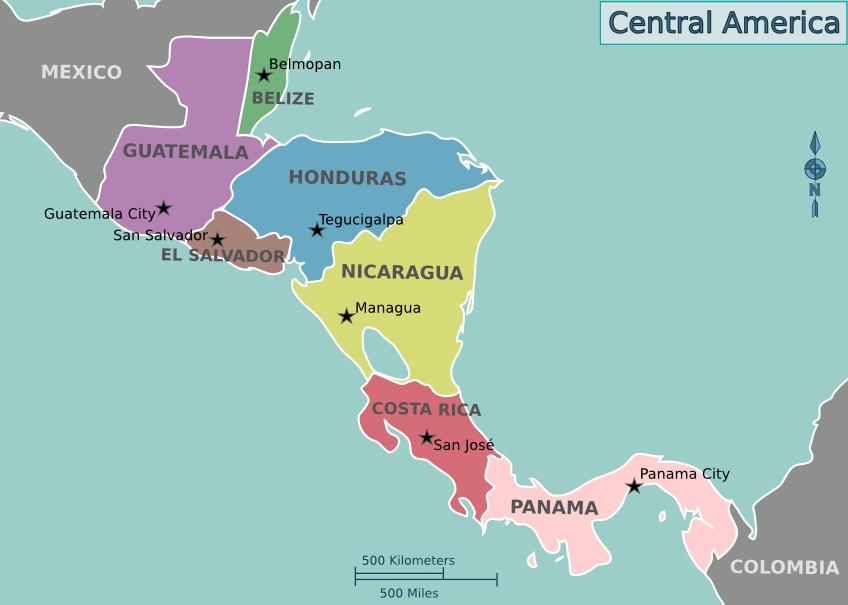
أمريكا الوسطى

- نهر أوسوماسينتا : المكسيك وغواتيمالا
- نهر كوكو : نيكاراغوا وهندوراس
- نهر باز : جواتيمالا والسلفادور
- موتاجوا : جواتيمالا وهندوراس
- نهر سان خوان : نيكاراغوا وكوستاريكا
- نهر سارستون : جواتيمالا وبليز
- نهر سيكساولا : كوستاريكا وبنما
- نهر سومبول : السلفادور وهندوراس
- نهر جواسول : هندوراس ونيكاراغوا

#### منطقة البحر الكاريبي
- نهر أرتيبونيت : جمهورية الدومينيكان وهايتي

### أمريكا الجنوبية

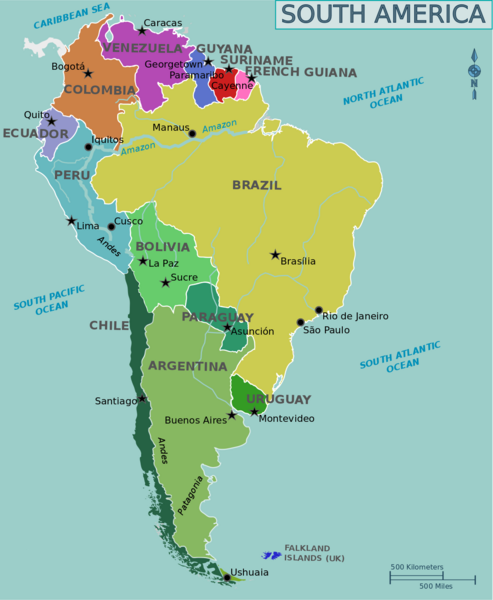
خريطة أمريكا الجنوبية

الأنهار التي جُعلت حدودًا بين البلدان في أمريكا الجنوبية هي:
- نهر الأمازون : كولومبيا وبيرو والبرازيل
- نهر أبابوريس : كولومبيا والبرازيل
- نهر أراوكا : كولومبيا وفنزويلا
- نهر برميجو : الأرجنتين وبوليفيا
- نهر كاتاتومبو : كولومبيا وفنزويلا
- نهر كورانتين : غيانا وسورينام
- نهر كوريم : البرازيل وأوروغواي
- نهر Guaitara : كولومبيا والإكوادور
- نهر إجوازو : الأرجنتين والبرازيل
- نهر ماروني : غيانا الفرنسية وسورينام
- نهر ماتاجي : كولومبيا والإكوادور
- نهر ميتا : كولومبيا وفنزويلا
- نهر ميرا : كولومبيا والإكوادور
- نهر نيجرو : كولومبيا وفنزويلا
- نهر أويابوك : البرازيل وغيانا الفرنسية
- نهر أورينوكو : كولومبيا وفنزويلا
- نهر باراجواي : الأرجنتين وباراغواي
- نهر باراجواي : البرازيل وباراغواي
- نهر بارانا : الأرجنتين وباراغواي
- نهر بارانا : البرازيل وباراغواي
- نهر بيلكومايو : الأرجنتين وباراغواي
- نهر بوتومايو : كولومبيا وبيرو
- نهر رابيران : البرازيل وبوليفيا
- نهر Rapirrán : البرازيل وبيرو
- نهر أوروغواي : الأرجنتين وأوروغواي
- نهر أوروغواي : البرازيل والأرجنتين
- نهر فوبيس : كولومبيا والبرازيل
- نهر ياغوارون : البرازيل وأوروغواي
- نهر زوليا : كولومبيا وفنزويلا

### أوروبا
الأنهار التي جُعلت حدودًا بين الدول في أوروبا هي:
- أجويدا : إسبانيا والبرتغال
- نهر أرديلا : إسبانيا والبرتغال
- بيداسوا : فرنسا وإسبانيا
- بليز : فرنسا وألمانيا
- نهر البق : بيلاروسيا وبولندا وأوكرانيا وبولندا
- كايا : إسبانيا والبرتغال
- نهر تشانزا : إسبانيا والبرتغال
- الدانوب : ألمانيا والنمسا بالقرب من باساو والنمسا وسلوفاكيا وكرواتيا وصربيا والمجر وسلوفاكيا ورومانيا وبلغاريا ورومانيا وأوكرانيا وصربيا ورومانيا
- نهر دوجافا : لاتفيا وبيلاروسيا
- ديركول : أوكرانيا وروسيا
- دنيبر : بيلاروسيا وأوكرانيا
- دنيستر : أوكرانيا ومولدوفا
- دورو : البرتغال وإسبانيا
- درافا : كرواتيا والمجر
- درينا : البوسنة والهرسك وصربيا
- إلبه : جمهورية التشيك وألمانيا
- Flöha : جمهورية التشيك وألمانيا
- فويل : أيرلندا والمملكة المتحدة ( أيرلندا الشمالية )
- غواديانا : البرتغال وإسبانيا
- نزل : النمسا وألمانيا
- جرينز جاكوبسيلف : النرويج وروسيا
- كيرنيتزش : جمهورية التشيك وألمانيا
- كولبا : كرواتيا وسلوفينيا
- Lauter : ألمانيا وفرنسا
- Lusatian Neisse : ألمانيا وبولندا
- ليس : بلجيكا وفرنسا
- مالشي : النمسا وجمهورية التشيك
- ماريتسا (إيفروس / ميريتش): اليونان وتركيا
- ميوز : بلجيكا وهولندا
- مينهو : البرتغال وإسبانيا
- مورافا : النمسا وسلوفاكيا وجمهورية التشيك وسلوفاكيا
- موزيل : ألمانيا ولوكسمبورغ
- مورا : كرواتيا وسلوفينيا
- نارفا : إستونيا وروسياباتسيوكي
- نهر نيمان : روسيا ( كالينينغراد أوبلاست ) وليتوانيا
- نيرس : ألمانيا وهولندا
- أودر : ألمانيا وبولندا
- باتسيوكي : النرويج وروسيا
- بروت : رومانيا ومولدوفا وأوكرانيا ورومانيا
- ريزوفو : بلغاريا وتركيا
- الراين : ألمانيا وفرنسا وألمانيا وسويسرا وألمانيا وهولندا وسويسرا وليختنشتاين
- سافا : البوسنة والهرسك وكرواتيا وكرواتيا وصربيا
- سيفرسكي دونيتس : أوكرانيا وروسيا
- نهر سوج : بيلاروسيا وأوكرانيا
- نهر تانا (النرويج) : فنلندا والنرويج
- تيرمون : أيرلندا والمملكة المتحدة
- ثايا : النمسا وجمهورية التشيك
- تيسا : رومانيا وأوكرانيا وأوكرانيا والمجر
- تورن : السويد وفنلندا
- فاداكستي : لاتفيا وليتوانيا
- واي : إنجلترا وويلز

### آسيا
الأنهار التي جُعلت حدوداً بين الدول في آسيا تشمل:
- نهر أمور : الصين وروسيا
- نهر أوسوري : الصين وروسيا
- نهر أرغون : الصين وروسيا
- نهر جرانيتنايا : الصين وروسيا
- نهر براهمابوترا : الهند وبنغلاديش والصين
- نهر تشو : كازاخستان وقيرغيزستان
- فلاي ريفر : إندونيسيا وبابوا غينيا الجديدة
- نهر الجانج : الهند وبنجلاديش
- نهر جولوك : ماليزيا وتايلاند
- نهر هيرماند : إيران وأفغانستان
- نهر آمو : أوزبكستان وأفغانستان
- نهر اندوس : الصين والهند وباكستان
- نهر كالادان : الهند وميانمار
- نهر ماهاكالي : الهند ونيبال
- نهر ميتشي : نيبال والهند
- نهر ميكونغ : ميانمار ولاوس
- نهر ميكونغ : لاوس وتايلاند
- نهر كرابوري : ميانمار وتايلاند
- نهر سالوين : ميانمار والصين
- نهر سالوين : ميانمار وتايلاند
- نهر ناف : بنغلاديش وميانمار
- نهر بانداروان : ماليزيا وبروناي
- نهر تومين : كوريا الشمالية والصين
- نهر تومين : كوريا الشمالية وروسيا
- نهر يالو : كوريا الشمالية والصين
- نهر بيلون : فيتنام والصين

#### الشرق الأوسط
- نهر دجلة : تركيا وسوريا والعراق
- نهر الفرات : تركيا وسوريا والعراق
- نهر أخوريان : أرمينيا وتركيا
- نهر أراس : ناختشفان ( أذربيجان ) وتركيا وإيران وأرمينيا
- هزيل سويو : العراق وتركيا
- نهر الأردن : إسرائيل والأردن
- نهر الأردن : فلسطين والأردن
- الخابور (دجلة) : العراق وتركيا
- شط العرب : العراق وإيران
- وادي الباطن : العراق والكويت